# Sphenarches
Sphenarches là một chi bướm đêm thuộc họ Pterophoridae. Các loài trong chi này phân bố ở các vùng với khí hậu pantropical, và cũng được tìm thấy ở Nhật Bản và miền nam Canada. Các cây chủ chi này gồm có Dolichos lablab, Lagenaria leucantha clavata, và L. leucantha gourda.

## Các loài
- Sphenarches anisodactylus (đồng nghĩa: Sphenarches synophrys (type))
- Sphenarches bilineatus Yano, 1963
- Sphenarches bifurcatus
- Sphenarches caffer (Zeller, 1852)
- Sphenarches cafferoides Gibeaux, 1996
- Sphenarches languidus - of doubtful validity.
- Sphenarches nanellus
- Sphenarches ontario (McDunnough, 1927)
- Sphenarches zanclistis (Meyrick, 1905)